# オーブン

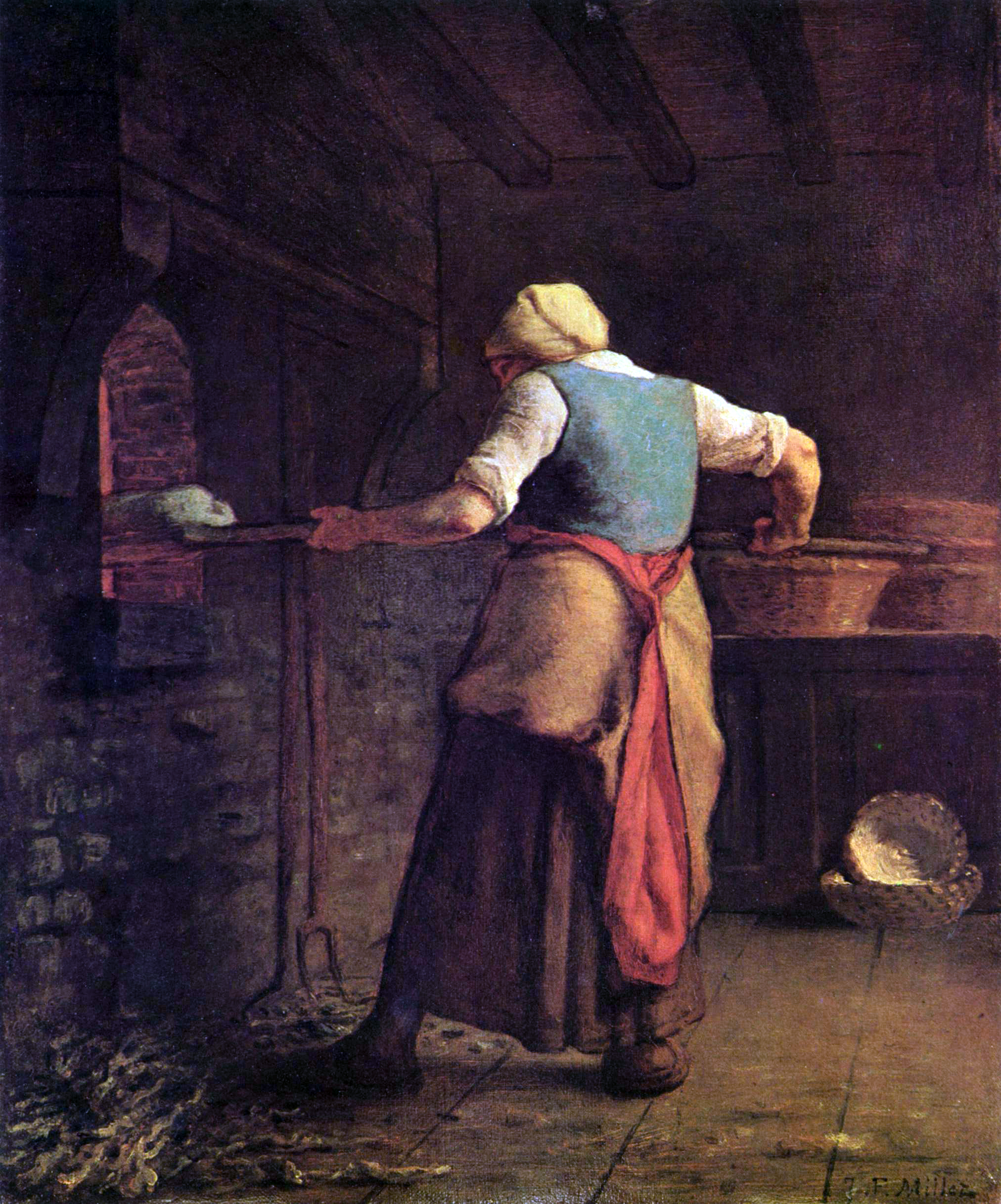
『パンを焼く女』（ジャン＝フランソワ・ミレー画、1854年）に描かれたオーブン。

オーブン（英: oven, 英語発音: [ʌvən]）は、密閉空間において熱した空気または壁面などから発する赤外線を利用して加熱を行う機器。一般的な用途は調理や陶芸などである。調理用の大きなものや陶芸用を「窯」、（金属の）加熱や工業分野で使われるオーブンは「炉」や「工業用オーブン」という。日本語では天火（てんぴ）と称する。

## 調理用
現代でも古代以来の薪を用いたオーブンも特定の分野で用いられ続けているが、現代ではむしろガス式または電気式のほうが広く世界中に普及している。
オーブンの庫内温度も「弱火」や「強火」などの表現で、庫内に手を入れて感覚等で調節していたが、現代ではサーモスタットによる温度調節が一般的になり料理の仕上がりも安定するようになった。一方で庫内温度を同じにしてもオーブンの種類により仕上がりが異なるため、調理者の勘やコツに左右される部分もある。
ロティサリー（＝回転焼き、 (Rotisserie) ）できるオーブンもある。また焼き目・焦げ目をつけることに特化した天火は「サラマンダー」と呼ばれグラタンの調理などに用いられる。
グラタン、ローストビーフ、ローストチキンなどの料理や、焼き菓子、パン、ケーキなどに広く用いられる。

### 特性
ガスグリルとの違いは、オーブンは庫内温度を一定にしながら食品を加熱するのに対し、ガスグリルは予備加熱を行わずに常温から加熱を始める点で違いがある。調理温度まで昇温させてから材料を入れることや、使用中にドアはできるだけ開閉しないことなどが調理上の留意点として挙げられる。

### 方式
オーブンの方式は放射式と強制対流式に大別される。

#### 放射式
庫内に設置したヒーターによって食品を放射加熱するもので、庫内の空気の強制対流を行わないもの。電気オーブン、トースター、魚焼きグリルの多くは放射式の基本構造を持つ。
主に自然対流を利用するものは、半直火式、間接式、直火式に分けられる。
- 半直火式 - 内胴の下部に熱源を設け、その上部に熱板と底板を設けて、庫内を燃焼ガスが上昇する熱と庫壁からの放射熱を併用するもの[3]。
- 間接式 - 主に庫壁からの放射熱を利用する方式[3]。
- 直火式 - 庫内の後方にバーナーなどの熱源を設けたもの[3]。

#### 強制対流式
庫外で作られた高温空気を庫内に入れて撹拌しながら加熱するもの。主にガスオーブンで利用されている。強制対流式の場合も、庫内の壁面温度は食品よりも高温で、壁面からの放射伝熱は存在する。
一般的に強制対流式のほうが食品への伝熱量が大きいため、強制対流式のオーブンを使用したときの設定温度は放射式オーブンを使用したときの設定温度に比べて低い傾向となる。また食品の着色（焼き色）には放射伝熱、水分蒸発には対流伝熱が大きく関与しており、加熱時間は強制対流式のほうが短いが、焼き色は放射式オーブンのほうが濃くなる傾向がある。
なお、放射式オーブンの中に強制対流用ファンを付けたものもあり、放射加熱と強制対流加熱を複合した方式となる。

### コンベクションオーブン

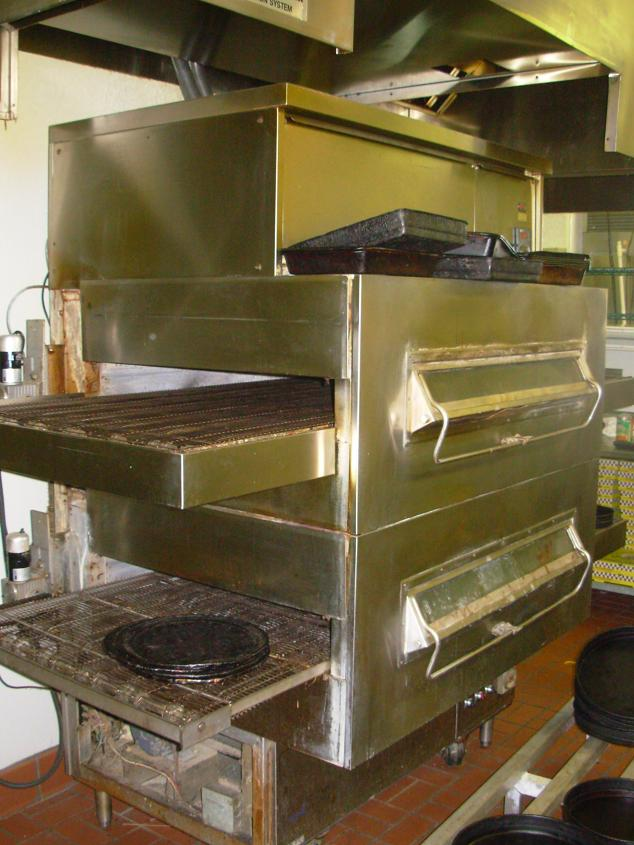
ベルトコンベア式コンベクション・オーブン。下段に見える丸網にピザを載せて熱風で焼き上げる。

強制対流式のオーブンの一種にコンベクションオーブン（通称コンベック）があり、以下のような特徴がある。
1. 一気に加熱するため食品本来の味が損なわれない[3]。
2. ファンにより熱風を急速に循環させるため調理時間が早い[3]。
3. 一度に大量の調理が可能である[3]。
4. 焼くだけでなく、煮る、蒸す、炊くなどの調理法が可能である[3]。
5. 庫内の各段で時間と温度を調節できるため、違った料理を一度に調理できる[3]。
6. 自動温度調節器、タイマー、チャイム、庫内灯、保温装置などが一体になっていて自動化されている[3]。

### ギャラリー

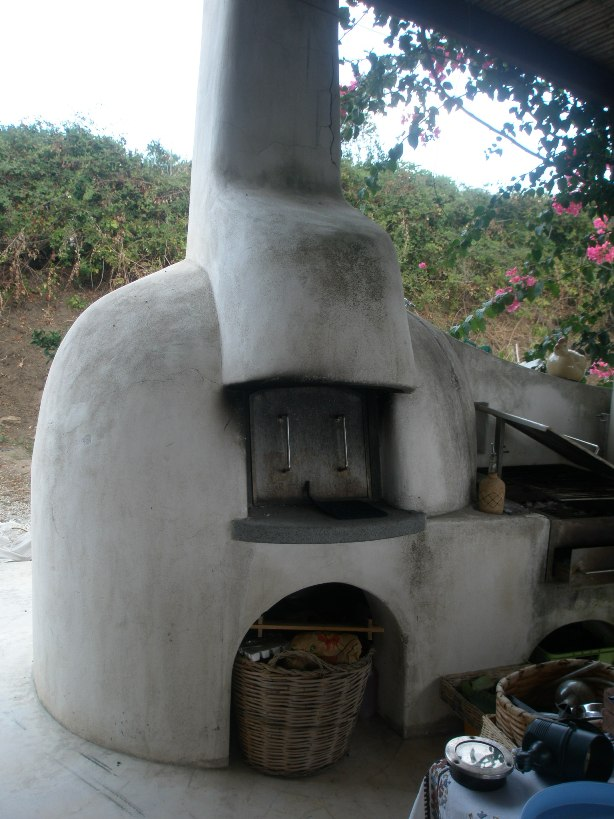
現代のイタリアなどの屋外設置式のオーブン。
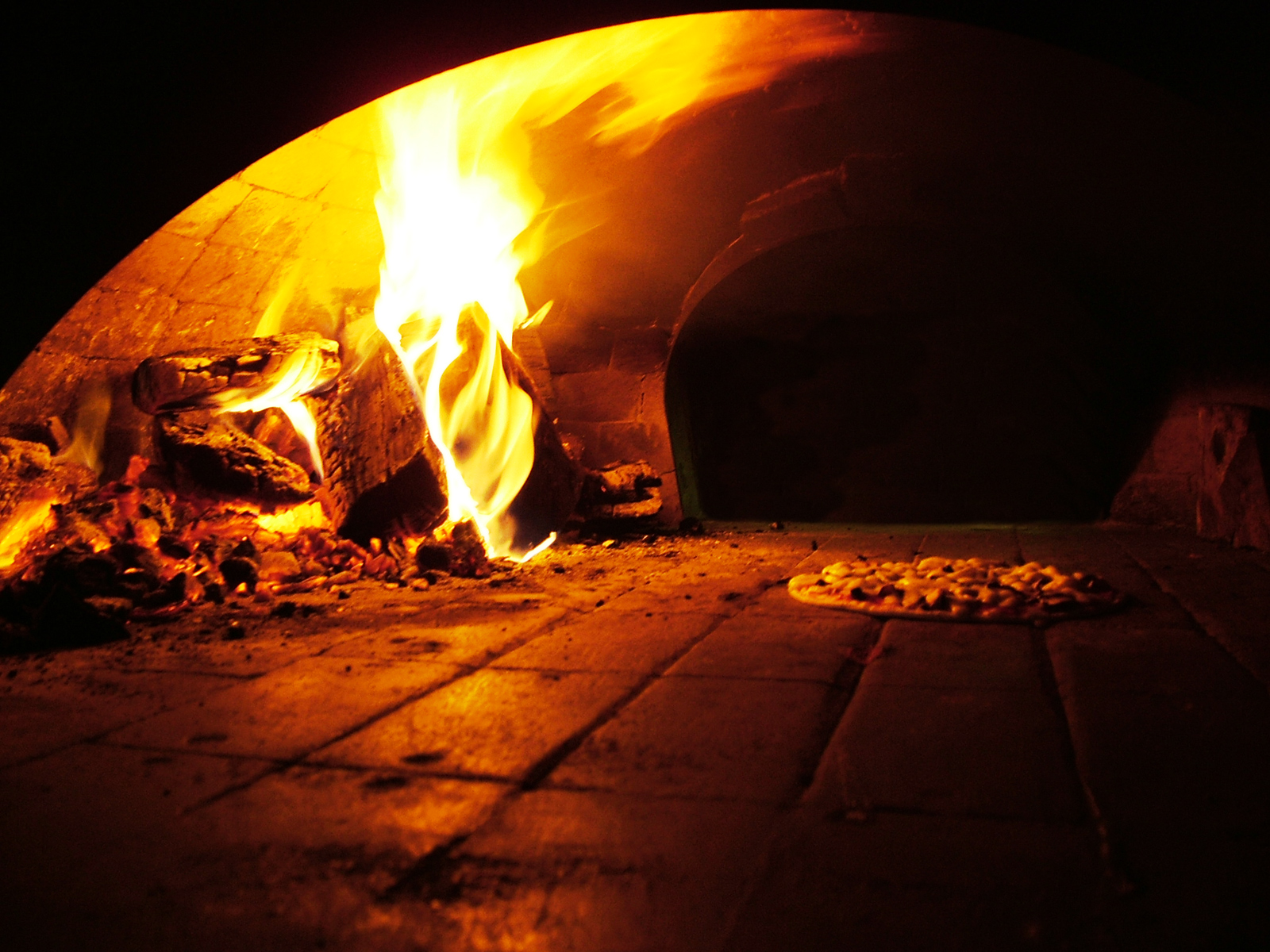
現代の本格的なピザ屋の厨房に設置されているオーブンの内側。
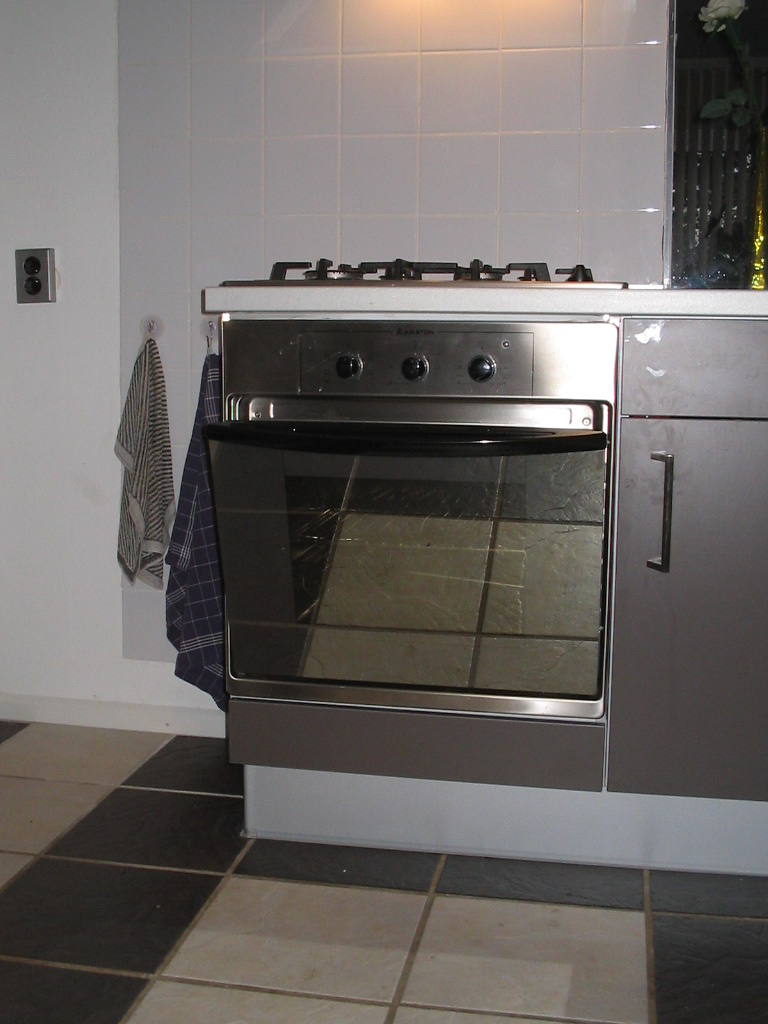
現代の米国やヨーロッパの家庭に普及しているオーブン。
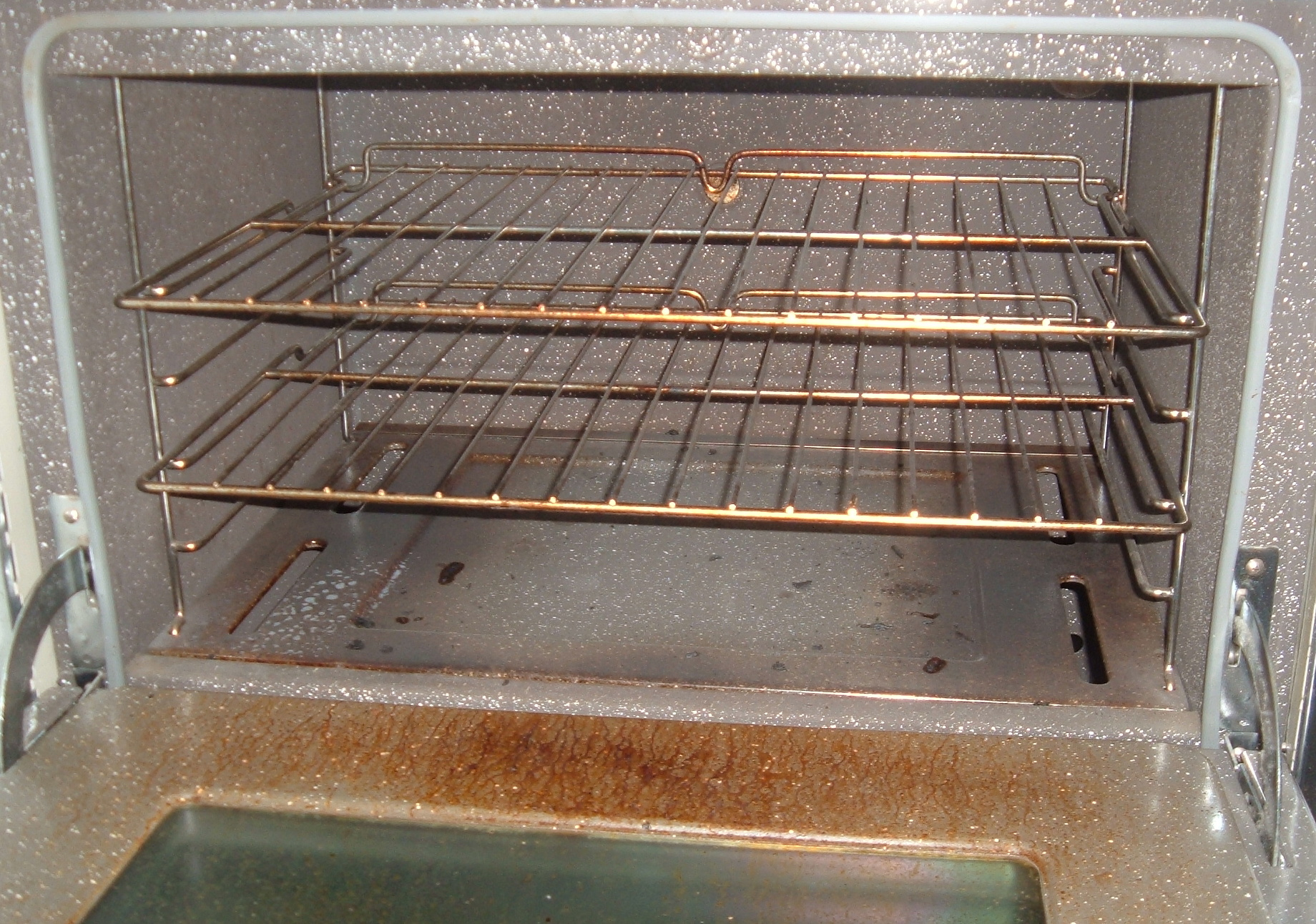
現代風のオーブンの内側。内部は金属板で覆われている。

### 歴史

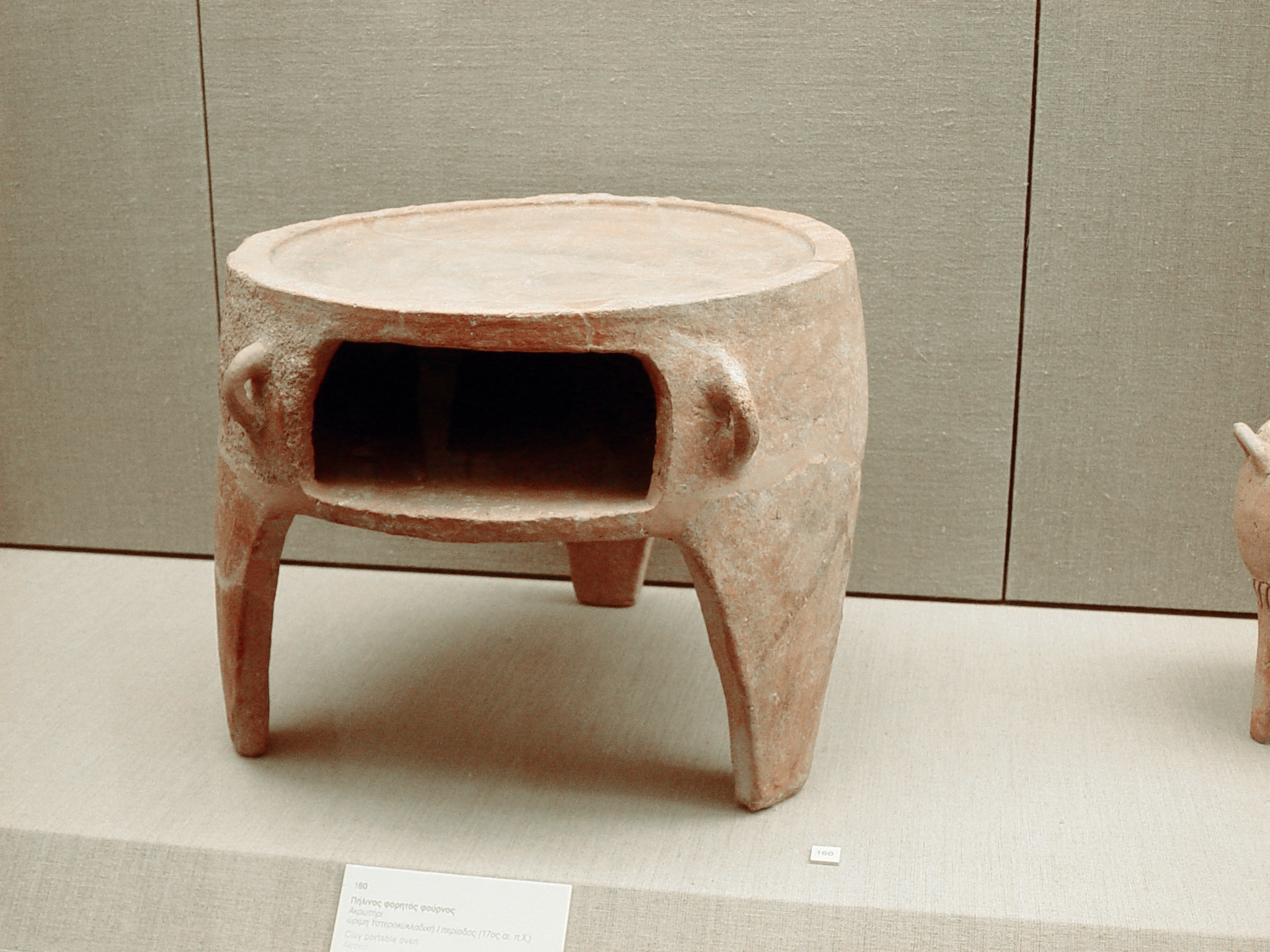
古代ギリシアの持ち運び式オーブン

インダス文明の集落では、紀元前3200年までに粘土と煉瓦家屋のオーブンが最初に使われた。
料理歴史家によると、ギリシャ人がパン焼きの調理技術を確立したと信じられている。正面から出し入れするパン焼きオーブンが古代ギリシアで初めて作られた。ギリシャ人はパンの様々な生地、形状、および他の食品と共に供する様式を作りあげた。パンが家庭外で職人により調理され販売されるようになると、商売と職業としてのパン焼きが発展した。これは、最も古い食品加工の専門職の1つである。
ギリシャ人はまた、甘いパン、フリッター、プディング、チーズケーキ、ペイストリー、およびウェディングケーキの先駆者でもある。これらの料理は象徴的な形で調理され、特別な行事や儀式において供された。西暦300年までに、ギリシャ人は70種類以上のパンを発明した。

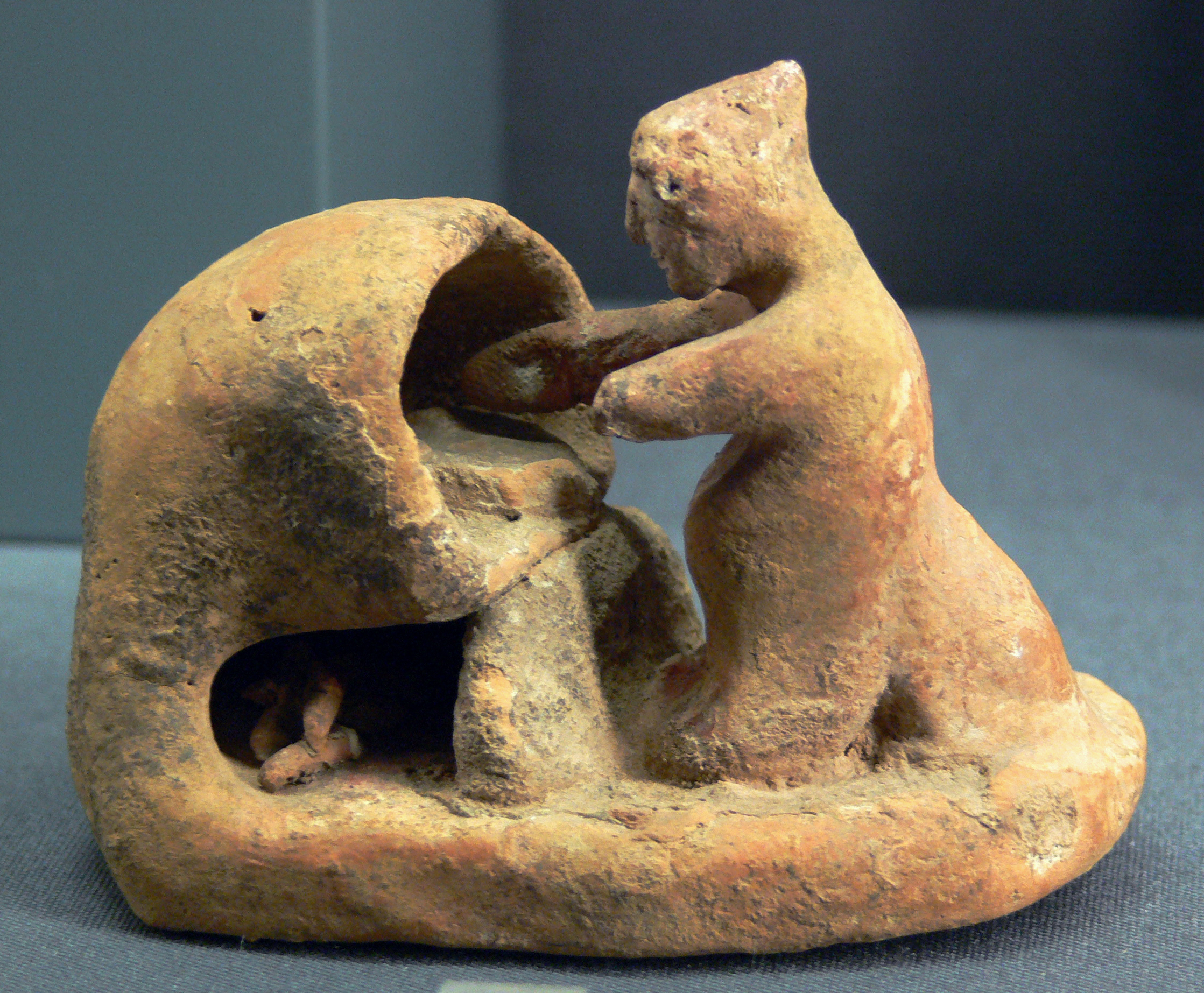
オーブンを用いている様子を表現した古代ギリシアの陶像。
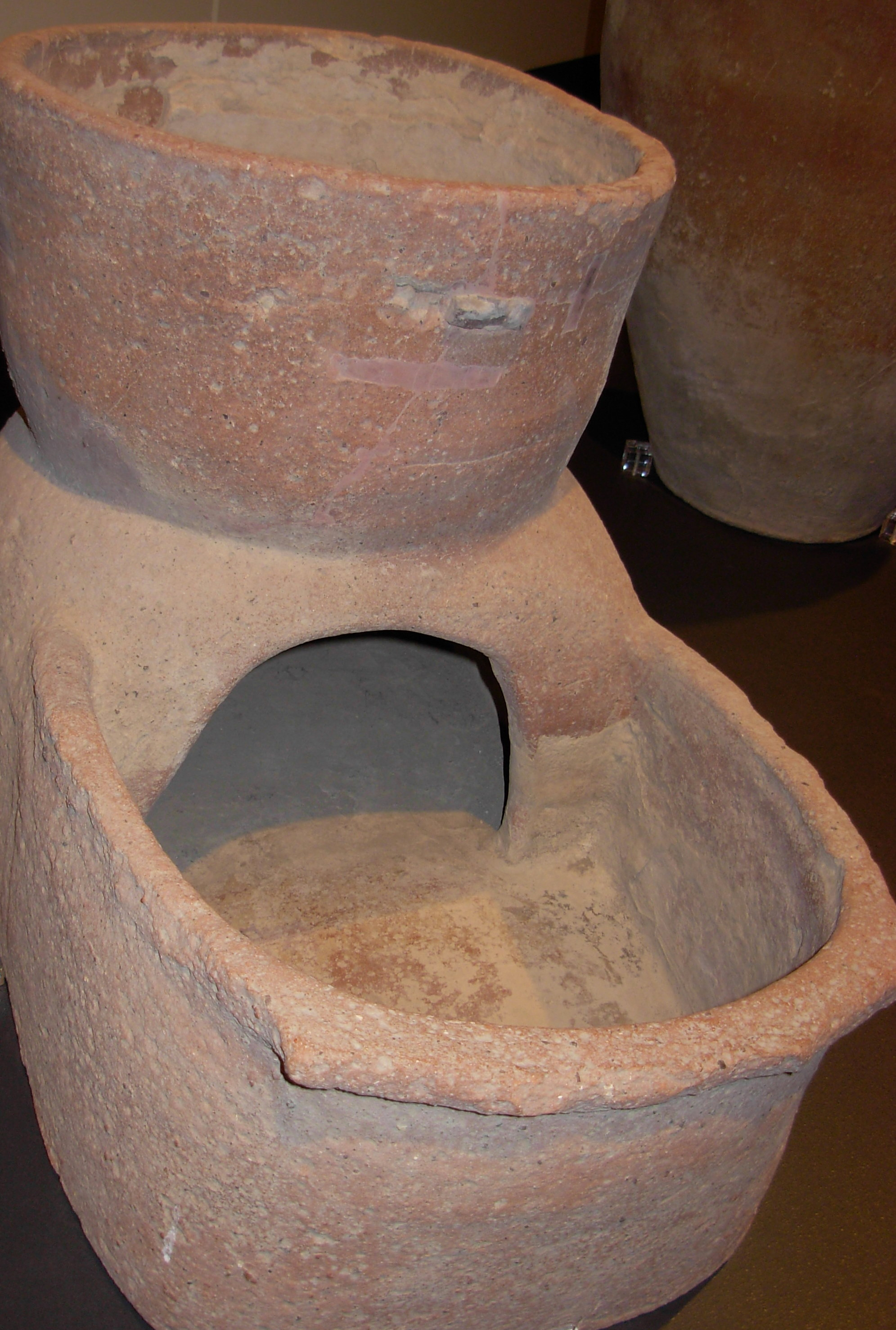
古代ポンペイのオーブン。

## 産業・工業・技工などでの使用
調理以外にも、オーブンは様々な目的で使用されている。
- 炉はガラスや金属を溶かして加工するために作られ、使われる。高炉は金属製錬（特に製鋼）で用いる特殊な炉であり、燃料として精製コークスなどの高温燃焼材を使用する。
- 窯は高温のオーブンであり、木材乾燥、セラミックス、セメント製造に使用し、無機物（粘土、カルシウムやアルミニウム岩の形）を変成してガラス化でより固くさせる。セラミックス窯では陶器が作られ、セメント窯ではセメントの原料(砕く前の状態)のクリンカーを作る（食品製造、特に麦芽の乾燥焙煎に使われる乾燥オーブンもあり、窯と呼ばれる）。
- オートクレーブは圧力鍋と同様の機能を持つオーブンに類似した装置で、水溶液を水の沸点より高い温度に上げてオートクレーブの中身を加熱殺菌する。
- 工業用オーブンは調理用と類似しており、炉や窯での高温を必要としない様々な用途に使用できる。